# Saint-Denis
För andra betydelser, se Saint-Denis (olika betydelser).
Saint-Denis (franskt uttal: [sɛ̃d(ə)ni]
 ( lyssna)) är en kommun i departementet Seine-Saint-Denis i regionen Île-de-France i norra Frankrike. Kommunen är chef-lieu över 2 kantoner som tillhör arrondissementet Saint-Denis. År 2022 hade Saint-Denis 148 907 invånare. En betydande del av invånarna är muslimer från före detta franska kolonier.

## Arkitektur och politik
Saint-Denis ligger vid floden Seine och är en industriförstad till Paris. I Saint-Denis ligger också Frankrikes nationella fotbollsstadion Stade de France som byggdes inför VM i fotboll 1998. Här ligger också Klosterkyrkan Saint-Denis.
Området präglas i övrigt av flerbostadshus, då särskilt punkthus i betong byggda efter 1950. En stadskärna av typisk innerstadstyp hyser bland annat en saluhall. Cité des Cosmonautes är en samling byggnader uppkallade efter Valentina Teresjkova, Jurij Gagarin och Vladimir Komarov. Det finns gott om kommunala transportmedel i området.
Under stora delar av 1900-talet har området haft en borgmästare som är medlem av Franska kommunistpartiet, PCF.

## Historia
- 10 november 1567 ägde slaget om Saint-Denis rum mellan protestanter och katoliker. 16 000 katoliker vann efter fyra timmar en seger mot de 3 500 protestanterna. Anne de Montmorency avled av skadorna i slaget.
- 1792 bildades bataillon Saint-Denis, en militärenhet.
- 1892 valdes landets första socialistiske borgmästare, Albert Walter, i Saint-Denis.

## Befolkningsutveckling
| Befolkningsutvecklingen i Saint-Denis 1968–2021 | Befolkningsutvecklingen i Saint-Denis 1968–2021 | Befolkningsutvecklingen i Saint-Denis 1968–2021 | Befolkningsutvecklingen i Saint-Denis 1968–2021 | Befolkningsutvecklingen i Saint-Denis 1968–2021 |
| ----------------------------------------------- | ----------------------------------------------- | ----------------------------------------------- | ----------------------------------------------- | ----------------------------------------------- |
|                                                 |                                                 |                                                 |                                                 |                                                 |
| År                                              |                                                 |                                                 | Folkmängd                                       |                                                 |
| 1968                                            | 1968                                            |                                                 | 99 268                                          |                                                 |
| 1975                                            | 1975                                            |                                                 | 96 132                                          |                                                 |
| 1982                                            | 1982                                            |                                                 | 90 829                                          |                                                 |
| 1990                                            | 1990                                            |                                                 | 89 988                                          |                                                 |
| 1999                                            | 1999                                            |                                                 | 85 832                                          |                                                 |
| 2007                                            | 2007                                            |                                                 | 100 800                                         |                                                 |
| 2015                                            | 2015                                            |                                                 | 111 103                                         |                                                 |
| 2021                                            | 2021                                            |                                                 | 113 942                                         |                                                 |